# Holly Joan Hart
Holly Joan Hart (Fort Hood, Texas, 11 de noviembre de 1976) es una modelo estadounidense que fue playmate de abril de 1998 de la revista playboy. Además de su aparición en la revista también lo hizo en varios videos playboy.